# Vera Baboun
Vera George Ghattas Baboun (en árabe: فيرا جورج موسى بابون‎) (Belén, 6 de octubre de 1963) es una política palestina. Fue alcaldesa de la ciudad de Belén entre octubre de 2012 y mayo de 2017, siendo la primera mujer en ocupar el cargo. Desde diciembre de 2022 es la embajadora de Palestina en Chile.

## Biografía

### Primeros años y estudios
Tiene una maestría en literatura afroamericana. Se desempeñó como directora de la escuela secundaria católica en el suburbio de Beit Sahour y como catedrática de literatura inglesa en la Universidad de Belén durante 21 años, donde también era decano de asuntos estudiantiles.
Es presidenta de la Junta Directiva del Centro de Orientación y Capacitación para la Familia y los Niños, como así también investigadora de estudios de género que investiga sobre el papel de la tecnología de la información en el empoderamiento de las mujeres en el mundo árabe. En el momento de su elección, era candidata a un doctorado en literatura de mujeres árabes-estadounidenses.

### Carrera política
Para las elecciones locales de 2012, Baboun lideró el bloque de Independencia y Desarrollo, compuesto por 12 musulmanes y cristianos del movimiento Fatah, para mejorar los servicios y promover el potencial turístico de Belén. Su bloque fue descrito generalmente como compuesto por profesionales y tecnócratas por Al-Ghad. Pocos esperaban que Baboun ganara, ya que se encontró con candidatos bien conocidos, como así también con individuos apoyados por islamistas y palestinos de izquierda. Para el 12 de octubre de 2012, Fatah estaba dirigiendo en la votación con un 49%, según las encuestas. Su bloque ganó las elecciones el 20 de octubre de 2012 y Baboun fue elegida oficialmente como alcaldesa en una sesión cerrada del Consejo Municipal de Belén por los nueve miembros del consejo de su bloque que fueron elegidos popularmente. Sus oponentes obtuvieron seis escaños en el consejo.
Como alcalde, Baboun preside una ciudad con el desempleo más alto en Cisjordania. La ciudad tiene un cambio demográfico, debido a la retirada de población cristiana. Cita la presencia de la Barrera israelí de Cisjordania y los asentamientos israelíes como obstáculos para el crecimiento restringiendo el movimiento de personas, ideas y bienes. Ha declarado esperar detener el flujo de la emigración creando oportunidades de empleo para los jóvenes. También espera recuperar el apoyo internacional perdido mientras Hamás estuviera en el poder.
Desde diciembre de 2022, se desempeña como embajadora de Palestina en Chile.

### Vida personal
Es árabe cristiana católica y madre de cinco hijos. El periódico alemán Die Welt la ha resaltado por sus ojos verdes y su personalidad.